# Dyrasholmen
Dyrasholmen is een eiland in de monding van de Zweedse Kalixrivier. Het ronde eiland ligt bij Karlsborg. Het heeft geen vaste oeververbinding. Het heeft een oppervlakte van ongeveer 4 hectare.